# Christophe Berra
Christophe Didier Berra (Edimburgo, Escocia, 31 de enero de 1985) es un exfutbolista escocés que jugaba como defensa.

## Trayectoria
Berra inició su carrera en el Heart of Midlothian de su ciudad natal Edimburgo, Escocia, donde participó en 146 juegos antes de transferirse al Wolverhampton Wanderers de Inglaterra en 2009 por 2,5 millones de £. Fue parte de la promoción del club a la Premier League meses después, y jugó en esta máxima categoría por tres temporadas antes del descenso. Su contrato no fue renovado en 2013, por lo que firmó con el Ipswich Town en julio de ese mismo año.

## Clubes
| Club                          | País       | Año       |
| ----------------------------- | ---------- | --------- |
| Heart of Midlothian F. C.     | Escocia    | 2003-2009 |
| Wolverhampton Wanderers F. C. | Inglaterra | 2009-2013 |
| Ipswich Town F. C.            | Inglaterra | 2013-2017 |
| Heart of Midlothian F. C.     | Escocia    | 2017-2021 |
| Dundee F. C. (cedido)         | Escocia    | 2020      |
| Raith Rovers F. C.            | Escocia    | 2021-2022 |